# Ross Webley
Ross Webley (* 7. März 1949 in Toronto, Ontario) ist ein ehemaliger kanadischer Eishockeyspieler, der unter anderem in der Central Hockey League (CHL) und American Hockey League (AHL) sowie beim EC Deilinghofen in der Bundesliga aktiv war.

## Karriere
Ross Webley begann seine Karriere im Nachwuchsbereich bei den Niagara Falls Flyers, mit denen er den Memorial Cup 1968 gewann. Bereits beim Draft 1966 hatten sich die Hershey Bears, damals Farmteam der Boston Bruins in der American Hockey League (AHL), die Rechte an dem Stürmer gesichert. Seine Profilaufbahn begann in der Saison 1969/70 dann aber bei den Oklahoma City Blazers, dem Kooperationspartner der Bears in der Central Hockey League (CHL). Nachdem er in der Spielzeit 1970/71 tatsächlich für das AHL-Team aufgelaufen war, wurde er in der anschließenden Saison 1971/72 wieder hauptsächlich bei den Blazers eingesetzt. Beim Reverse Draft 1972 wurde er von den Springfield Kings verpflichtet, für die er anschließend zwei Jahre lang in der AHL spielte.
Nach einigen wenigen Spielen für den CHL-Klub Seattle Totems wechselte Webley im Jahr 1975 nach Europa. Dort spielte er zunächst ein Jahr lang für den Cercle des Patineurs Liègois in Belgien, bevor er sich dem deutschen Zweitligisten EC Deilinghofen (ECD) anschloss. Dort bildete er mit Edgar Hebert das gefährlichste Sturmduo der 2. Bundesliga, das zusammen für 92 der 207 ECD-Tore in der Saison 1976/77 verantwortlich war. Mit drei Toren im entscheidenden Relegationsspiel gegen den Augsburger EV trug er maßgeblich dazu bei, dass der ECD in die Bundesliga aufstieg. Nach einem Jahr in der höchsten deutschen Spielklasse beendete er seine Karriere.

## Erfolge und Auszeichnungen
- 1968 Memorial-Cup-Gewinn mit den Niagara Falls Flyers
- 1977 Aufstieg in die Bundesliga mit dem EC Deilinghofen

## Karrierestatistik
(Legende zur Spielerstatistik: Sp oder GP = absolvierte Spiele; T oder G = erzielte Tore; V oder A = erzielte Assists; Pkt oder Pts = erzielte Scorerpunkte; SM oder PIM = erhaltene Strafminuten; +/− = Plus/Minus-Bilanz; PP = erzielte Überzahltore; SH = erzielte Unterzahltore; GW = erzielte Siegtore; 1 Play-downs/Relegation; Kursiv: Statistik nicht vollständig)